# 汪之斌
汪之斌（17世紀—17世紀），字翥武，南直隸徽州府婺源縣人，明朝、南明軍事人物。

## 生平
汪之斌是崇禎三年（1630年）的舉人，四年（1631年）聯捷武進士，獲授南京兵部中軍守備，八年（1635年）春天流寇數萬人入侵江浦，他統領八百名士兵成功捍衛，賊人畏懼其勇猛都逃遁，不久他建議搜山，部下姚九疇力勸不聽，結果中伏需對方救援。之後他擔任安慶巡撫史可法麾下遊擊有戰功，弘光年間陞水營參將，積勞成疾，巡撫鄭瑄題請留任不果，回鄉以壽終。

## 引用
1. 1 2  光緒《婺源縣志·卷二十六·人物八》：汪之斌 字翥武，官原人，崇禎庚午武舉，辛未進士，初任南京兵部中軍守禦，乙亥春統八百營兵當江浦數萬之賊，突圍而出，賊畏其勇盡遯，江南藉以捍蔽；再任安慶史巡撫標下游擊，屢防各衝俱有戰功，厯陞水營參將，巡撫鄭屢題留任，積勞成疾告假，歸終牗下。
2. ↑  光緒《婺源縣志·卷五·選舉二》：武科第……明……崇禎三年庚午鄉試 汪之斌 見進士 崇禎四年辛未會試 汪之斌 字翥武，官原人，見武畧傳
3. ↑  同治《上江兩縣志》·卷二十三·忠義孝悌錄》：姚九疇，字庚先 舊志作康元 ，江甯人，為浦口守禦，崇禎八年冬流宼圍江浦，九疇從游擊汪之斌赴援，五戰皆捷，城賴以全，之斌議搜山，九疇力阻，不聽中賊伏，九疇率所部往救出之斌於重圍……
4. ↑  光緖《重修安徽通志·卷二百三十·人物志·武功一》：汪之斌，字翥武，婺源人，崇禎辛未武進士。授南兵部中軍守備，賊寇江浦，以兵八百當數萬眾，賊畏其勇盡遯，再任安慶巡撫史可法標下遊擊，屢有戰功，升水營參將，以疾歸。 《徽州府志》
5. ↑  錢海岳《南明史·卷三十九·列傳第十五》：時同（沈通明）在（史）可法麾下者：有熊文昌、章國武、翁萬裕、蔡崇國、孫秉法、夏有光、張應龍、汪之斌、孫弘、史惟華、翟天葵、方端章、詹大刀、徐大寰、厲三善云。……之斌，婺源人，崇禎四年武進士。官南京兵部中軍守備。以兵八百當江浦寇數萬，後為可法標遊擊，陞水營參將，歸。